# Феано (дочь Киссея)
Феано — персонаж древнегреческой мифологии. Дочь Киссея, жрица Афины в Трое. Сестра Гекабы, жена Антенора.
По версии, предательница, выдавшая ахейцам Палладиум. Изображена на картине Полигнота в Дельфах с мужем и детьми. Поселилась в Патавии с мужем и детьми.